# Randi Altschul
Pour les articles homonymes, voir Altschul.
Randice-Lisa Altschul, dite Randi Altschul (née en 1960), est une inventrice de jouets américaine. Elle travaille à Cliffside Park (New Jersey). On lui doit l'invention du premier téléphone portable jetable. Elle invente des jeux dès l'âge de 15 ans et devient millionnaire grâce à ses nombreuses inventions à 26 ans. Au total, elle a accordé plus de 200 licences d'idées de jeux et jouets.

## Débuts de carrière comme inventrice
Randi Altschul commence sa carrière en créant essentiellement des jouets. Sa première invention est un « Miami Vice Game » qui s’appuie sur le succès de la série télévisée américaine du même nom. Parmi les autres jouets et jeux notables qu'elle crée, nous pouvons par exemple citer un jeu crée à l'occasion du 30e anniversaire de Barbie, ainsi qu'un jouet en peluche portable pouvant donner des câlins sous le contrôle de l'enfant qui le porte. Randi Altschul est également à l'origine d'une céréale de petit déjeuner en forme de monstre qui devient molle au contact du lait. Randi Altshul a gagné beaucoup d'argent en vendant ses idées de jeux de société dont le marketing reposait sur un lien avec d'autres séries télévisées américaines populaires comme Teenage Mutant Ninja Turtles et Les Simpson. Ces jeux de société dérivés l'ont beaucoup enrichie. Elle investit une partie des bénéfices dans le développement de la technologie ultra-mince.

## L'invention du premier téléphone portable jetable
Randi Altschul a l'idée de ce téléphone le jour où elle perd le signal de son téléphone portable conventionnel lors d'un déplacement. Elle résiste alors à l'envie de se débarrasser d'un téléphone cher. C'est à ce moment qu'elle se rend compte qu'un téléphone jetable pourrait être une solution pour aider les voyageurs comme elle. Randi Altschul crée une nouvelle société appelée Diceland Technologies afin de pouvoir fabriquer le téléphone comme elle l'entend.
En novembre 1999, Randi Altschul travaille avec Lee Volte, ancien vice-président principal de la recherche et du développement chez Tyco Toys. Randi Altschul et Lee Volte déposent plusieurs brevets pour ce qui devient le premier téléphone mobile jetable au monde. Leur propriété intellectuelle comprend également la marque "Phone-Card-Phone". Le nouvel appareil est un téléphone d'une taille similaire à une carte téléphonique. L'appareil est alors composé de matériaux à base de papier recyclé : il comporte une bande magnétique, ce qui signifie que les sociétés de cartes de crédit peuvent stocker une pièce d'identité permettant au propriétaire du téléphone d'effectuer des achats. Le téléphone doit se vendre à une vingtaine de dollars, et l'acheteur peut passer jusqu'à une heure d'appels avec. Le téléphone est vendu comme jetable, mais il peut également être recyclé ; les personnes qui rendent leurs téléphones usagés reçoivent un crédit d'appels compris entre deux et trois dollars. Frost & Sullivan a déclaré que la Phone-Card-Phone était le produit de l'année 2002,.
Randi Altschul et sa société, Diceland Technologies, imaginent les clients potentiels du téléphone-carte-téléphone comme des gens non impressionnés par les dernières technologies ou des parents voulant simplement s'assurer que leurs enfants soient en mesure de leur téléphoner facilement. Randi Altschul cible aussi avec son produit les personnes qui ne seraient pas intéressées par un contrat de téléphonie mobile à long terme ou, aux touristes qui n'ont généralement pas besoin d'un téléphone, ou alors juste le temps à l'étranger pour la courte période de leurs vacances.